# Koporský záliv
Koporský záliv nebo Koporská zátoka (rusky Копорский залив nebo rusky Копорская губа, estonsky Koporje laht, votsky Kaabrio lahti, finsky Kaprionlahti) je záliv, zátoka, část Finského zálivu v Baltském moři u břehů Ruska (Leningradská oblast).

## Číselné údaje
Zařezává se 12 km do souše. Je na straně moře 26 km široký. Hluboký je do 20 m.

## Pobřeží
Břehy jsou nízké, kamenité, místy písčíté porostlé lesem. V zimě zamrzá. Záliv byl pojmenován podle staré pevnosti Koporje, která leží jižně od zálivu. Na západě je oddělen Sojkinským poloostrovem od Lužské zátoky.